# La Riottière
La Riottière est un village dépendant de la commune d'Ingrandes-le-Fresne-sur-Loire en Maine-et-Loire (commune déléguée du Fresne-sur-Loire séparée de celle d'Ingrandes par l'« avenue de la Riottière »).
Le village est traversé par la route départementale 723 (ex-RN 23) entre Nantes et Angers.
En 1789, le village de la Rottière était un fief dépendant au Sieur de Ménardeau de Montrelais ville se situant alors en Bretagne.